# Mirosław Szyłkowski

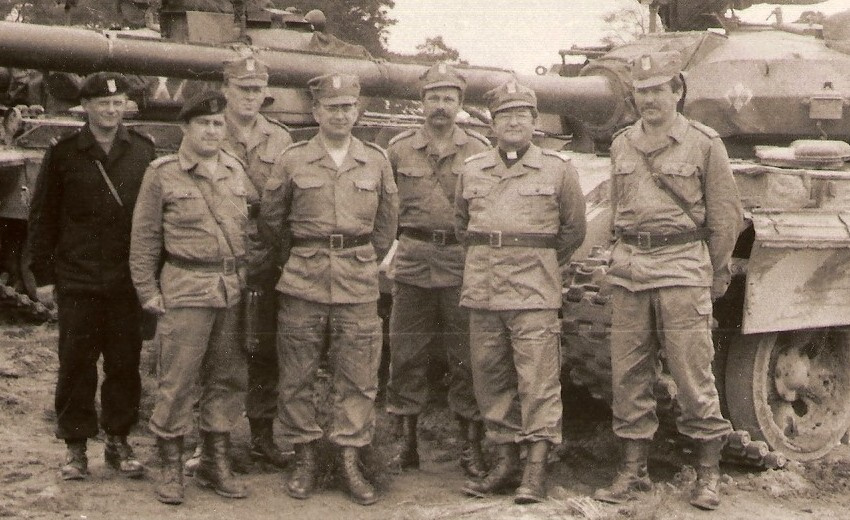
Szyłkowski pierwszy z prawej obok biskupa Głódzia

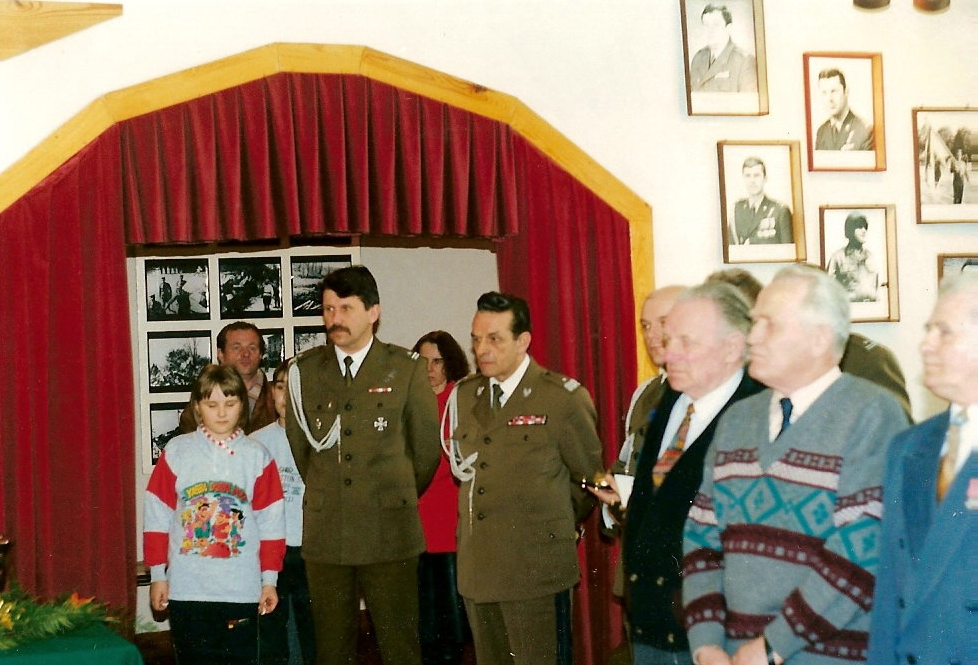
Szyłkowski obok gen. Głuszczyka w sali pamięci 41 pz

Mirosław Szyłkowski (ur. 1957 w Poznaniu) – podpułkownik dyplomowany Wojska Polskiego.

## Wykształcenie
Absolwent Wyższej Szkoły Oficerskiej Wojsk Zmechanizowanych we Wrocławiu (1976–1980), Akademii Sztabu Generalnego na kierunku rozpoznanie (1986–1989) oraz dwóch kierunków podyplomowych:
- zarządzanie przedsiębiorstwem (USz),
- zarządzanie kryzysowe w przedsiębiorstwie i administracji (AM, 2003–2004).

## Kariera wojskowa
W latach 1980–1981 był w Gubinie dowódcą plutonu w 2 kompanii rozpoznawczej 2 batalionu rozpoznawczego (JW 2429), a następnie dowódcą tej kompanii w latach 1981–1984. W latach 1990–1994 zastępca dowódcy 36 pułku zmechanizowanego Legii Akademickiej w Trzebiatowie. Od 1994 szef szkolenia 3 Brygady Pancernej (JW 1879) w Trzebiatowie.
Od marca 1995 ostatni dowódca 41 pułku zmechanizowanego w Szczecinie, w czerwcu tego samego roku został jedynym dowódcą 29 Brygady Zmechanizowanej im. Króla Stefana Batorego (JW 1752) w Szczecinie, która na podstawie rozkazu Dowódcy Wojsk Lądowych z 12 marca 1998 roku została rozformowana do 31 grudnia 1998 roku. Dowództwo 29 Brygadzie Zmechanizowanej im. Króla Stefana Batorego sprawował do 1 stycznia 1999 roku.
Ostatni dowódca 4 Suwalskiej Brygady Kawalerii Pancernej im. gen. bryg. Zygmunta Podhorskiego (JW 2522) w Orzyszu, rozformowanej 1 stycznia 2001. W latach 2001 do 2002 był komendantem WKU w Stargardzie Szczecińskim. Obowiązki przyjął od płk Wiesława Wrońskiego w 2001 roku, a zdał je w 2002 roku dla ppłk Cezarego Kopyry.